# گرگوری درونژه
گرگوری درونژه (فرانسوی: Grégori Derangère‎؛ زادهٔ ۲۷ مارس ۱۹۷۱) بازیگر اهل فرانسه است.
از فیلم‌ها یا برنامه‌های تلویزیونی که وی در آن نقش داشته‌است، می‌توان به نور، حمله و شارل کبیر اشاره کرد.
وی همچنین برندهٔ جوایزی همچون جایزه سزار شده‌است.